# 柴田整一
柴田 整一（しばた せいいち、1923年〈大正12年〉7月13日 - 1989年〈平成元年〉9月25日）は、日本の腎臓学者、内科医。医学博士。元国立病院医療センター臨床研究部長、帝京大学生物工学センター教授。

## 略歴
新潟県新潟市南大畑町（現 新潟市中央区南大畑町）の新潟医科大学内科学第二教室助教授・柴田経一郎の長男として出生。
1941年（昭和16年）3月に新潟中学校を卒業、1943年（昭和18年）9月に新潟高等学校を半年繰り上げ卒業、1947年（昭和22年）9月に東京帝国大学医学部医学科を卒業。
実地修練後、1948年（昭和23年）秋に東京大学医学部第三内科（教授：冲中重雄）に入局、1954年（昭和29年）6月に東京大学から医学博士の学位を取得、1956年（昭和31年）7月に東京大学医学部第三内科（教授：冲中重雄）助手に就任、1971年（昭和46年）2月に東京大学医学部第三内科（教授：中尾喜久）講師に就任、1977年（昭和52年）8月に東京大学医学部第三内科（教授：小坂樹徳）助教授に就任、1980年（昭和55年）1月に国立病院医療センター臨床研究部長に就任、1989年（平成元年）3月に定年退官、4月に帝京大学生物工学センター教授に就任。
1989年（平成元年）9月25日午前9時40分に東京都新宿区戸山の国立病院医療センターの臨床研究部長室で急性心筋梗塞のため死去、66歳没。葬儀・告別式は東京都杉並区阿佐谷北の日本基督教団阿佐ヶ谷教会で執り行われた。

## 業績
慢性腎炎を誘発する物質・ネフリトジェノサイド (Nephritogenoside) の単離・同定に成功した。この慢性腎炎はネフリトジェノサイド腎炎または柴田腎炎と呼ばれる。

## 表彰
- 1968年（昭和43年）12月17日 - ベルツ賞2等賞「ネフロトキシン抗原の純化とその臨床的意義」[9]
- 1977年（昭和52年）11月09日 - 腎研究会学術奨励賞「糸球体腎炎の抗原に関する実験的ならびに臨床的研究」[10]
- 1980年（昭和55年）11月12日 - 武田医学賞「腎炎惹起物質Nephritogenosideに関する研究」[11]

## 家族・親戚
- 柴田経一郎 - 父、内科医、内科学者、新潟医科大学内科学第二教室第2代教授、新潟医科大学附属医院第9代医院長。
- 柴田昭 - 長弟、内科医、血液学者、秋田大学医学部内科学第三教室初代教授、新潟大学医学部内科学第一教室第8代教授、新潟大学医学部第15代学部長、新潟大学医学部附属病院第19代病院長、新潟大学名誉教授。
- 柴田史郎 - 次弟、小児科医。
- 柴田淑次 - 叔父（父の弟）、大気物理学者、運輸技官、第3代気象庁長官、元拓殖大学教授、元京都産業大学教授。
- 沢田敬義 - 叔父の義父、柴田淑次の妻の父、内科医、内科学者、新潟医科大学内科学第二教室初代教授、新潟医科大学第2代学長、新潟医科大学附属医院初代医院長、新潟医科大学名誉教授、新潟市名誉市民。
- 飯島信明 - 祖父（母の父）、実業家、政治家、衆議院議員、山梨県東山梨郡八幡村第3・9代村長。

## 著作物

### 著書

#### 単著
- 『結節性動脈周囲炎』医学研究振興財団〈症例による難病へのアプローチ No.8〉、1978年。
- 『分子病理学 糸球体腎炎を中心として』講談社、1982年。
- 『柴田・腎臓内科学』文光堂[注 2]、1988年。
- 『Nephritogenoside』MYU〈Distinguished Scientist Series 2〉、1990年。

#### 共著
- 『運動器疾患 膠原病 アレルギー性疾患』中山書店〈現代内科学大系〉、1960年。
- 『臨床アレルギー学』朝倉書店、1967年。
- 『結合組織病』医学書院、1969年。
- 『免疫の病理』朝倉書店、1969年。
- 『腎臓病学』第2版、医学書院、1972年。
- 『腎・水電解質異常・輸液』中外医学社〈講座 現代の治療学 4〉、1973年。
- 『症例解析 腎炎・ネフローゼ』医学書院、1974年。
- 『現代特定疾患40』金原出版、1974年。
- 『生体膜』東京化学同人〈生化学実験講座 14〉、1977年。
- 『糸球体腎炎・その他の原発性腎疾患・治療・免疫』金原出版〈臨床腎臓病講座 第2巻〉、1981年。
- 『腎糸球体障害』東京医学社、1982年。
- 『新・腎炎のすべて』南江堂〈内科シリーズ No.40〉、1983年。
- 『小児泌尿器病学 I』中山書店〈新小児医学大系 第12巻A〉、1985年。

### 論文
- CiNii収録論文 - CiNii